# Arsenio Lupin
Arsenio Lupin (in francese Arsène Lupin) è un personaggio letterario ideato da Maurice Leblanc nel 1905. È un ladro gentiluomo protagonista di numerosi romanzi dei quali sono state realizzate trasposizioni cinematografiche e televisive. Ha ispirato il famoso manga ed anime Lupin III.

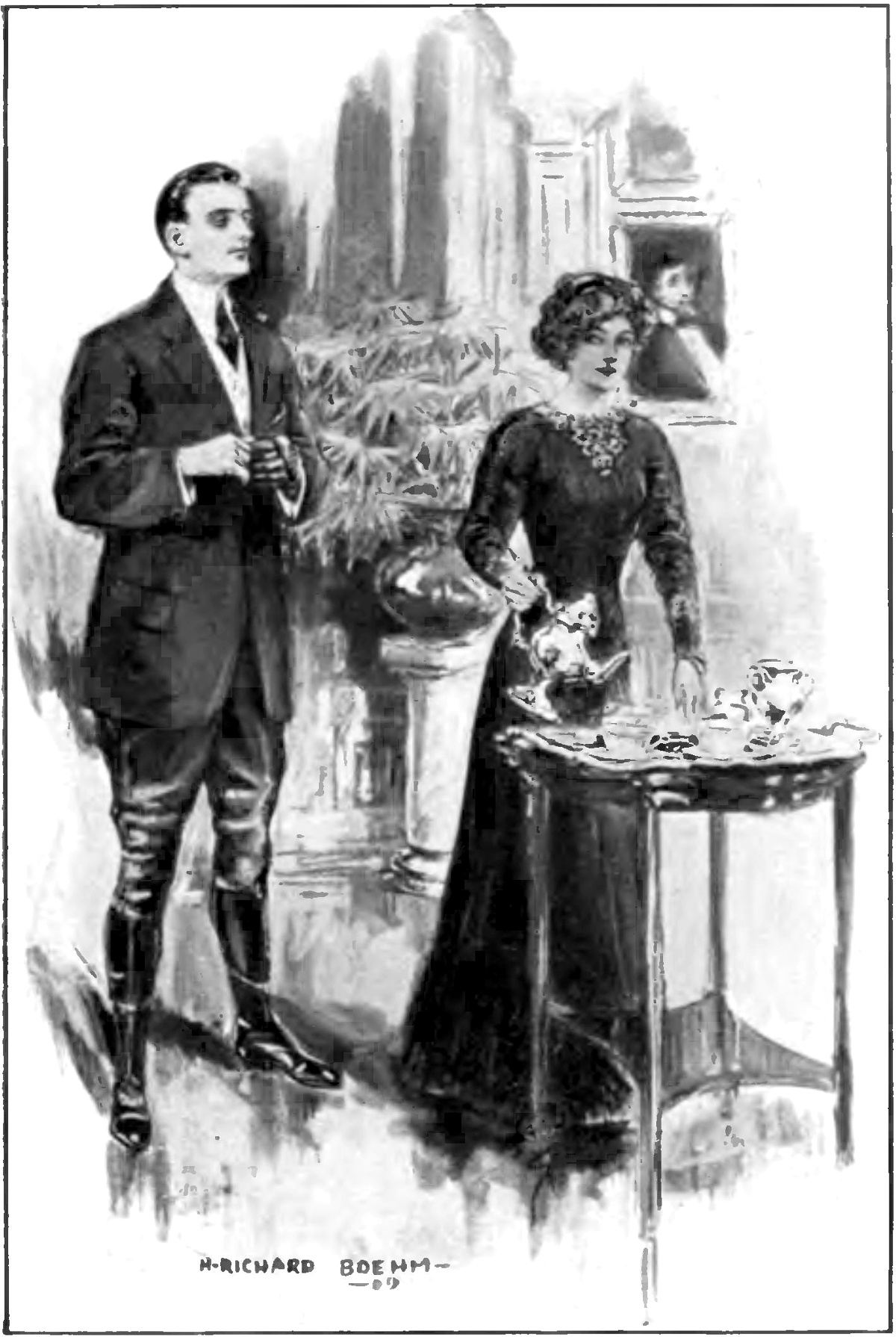
Illustrazione di H. Richard Boehm, Doubleday, 1909

Arsenio Lupin è un raffinato "ladro gentiluomo": ruba per sé, ma anche per i più bisognosi e sempre e solo ai più facoltosi.
Col tempo si trasformò in detective capace di risolvere complicati enigmi. Amante delle donne, del gioco, del lusso e chiaramente del denaro, Lupin è caratterizzato da un notevole senso dello humor. È un abile trasformista, capace di truccarsi e travestirsi secondo le occasioni in altre persone che interpreta alla perfezione. Arsenio viene inoltre descritto come abile negli sport, soprattutto nelle arti marziali, possiede doti di prestigiatore ed eccelle nell'arte del furto. Molto intelligente e furbo, ironico e audace, possiede grande cultura, è un intenditore d'arte ed eccelle nella raffinata arte della seduzione. E soprattutto non ricorre mai alla violenza, o peggio. I suoi avversari sono l'ispettore Justin Ganimard della polizia francese e il detective inglese Herlock Sholmes, personaggio chiaramente ispirato a Sherlock Holmes.
Sembra che Leblanc si sia ispirato per questo suo personaggio alla vita di Alexandre Marius Jacob, anarchico francese e ladro geniale. La prima apparizione di Arsenio Lupin fu sulla rivista Je Sais Tout, un periodico per cui Leblanc scriveva in quel momento.

## Opere di Maurice Leblanc
Il canone originale è costituito da romanzi, racconti e pièce teatrali di Maurice Leblanc.
Ad oggi, l'opera italiana più completa che raccoglie tutto il materiale su Arsène Lupin è Le avventure di Arsène Lupin edita dal Corriere della Sera, composta da 21 albi brossurati usciti in edicola con cadenza settimanale nel 2015. L'opera viene nuovamente ristampata nel 2022 (senza però il 21º numero).

### Romanzi e racconti
| Anno | Titolo italiano | Titolo originale                    | Tipo            | Pubblicazioni italiane  |
| 1907 | |                                     |                 |                         |
| --- | --- | ----------------------------------- | --------------- | ----------------------- |
| 1907 | Arsenio Lupin, ladro gentiluomo | Arsène Lupin, gentleman-cambrioleur | Raccolta        | LADAL n. 1              |
| 1907 | Nove racconti: - L'arresto di Arsène Lupin (L'arrestation d'Arsène Lupin) - Arsène Lupin in prigione (Arsène Lupin en prison) - L'evasione di Arsène Lupin (L'évasion d'Arsène Lupin) - Il misterioso viaggiatore (Le mistérieux voyageur) - La collana della regina (Le collier de la reine) - Il Sette di Cuori (Le Sept de Coeur) - La cassaforte di madame Imbert (Le coffre-fort de madame Imbert) - La perla nera (La perle noire) - Herlock Sholmes arriva troppo tardi (Herlock Sholmes arrive trop tard) |                                     |                 |                         |
| 1908 | |                                     |                 |                         |
| Arsenio Lupin contro Herlock Sholmes | Arsène Lupin contre Herlock Sholmès | Raccolta                            | LADAL n. 12     |                         |
| Romanzo e racconto: - La donna bionda (La dame blonde) - La lampada ebraica (La lampe juive) | |                                     |                 |                         |
| 1909 | Il faraglione cavo o La guglia cava o Il segreto della guglia | L'aiguille creuse                   | Romanzo         | LADAL n. 3              |
| 1910 | |                                     |                 |                         |
| 813 | 813 | Romanzo                             | LADAL n. 5      |                         |
| Rieditato nel 1917 in due volumi: - La doppia vita di Arsène Lupin (La double vie d’Arsène Lupin) - I tre delitti di Arsène Lupin (Les trois crimes d'Arsène Lupin) | |                                     |                 |                         |
| 1912 | Il tappo di cristallo | Le bouchon de cristal               | Romanzo         | LADAL n. 6              |
| 1912 | |                                     |                 |                         |
| L'uomo con la pelle di capra o L'uomo dalla pelliccia di capra | L'homme à la peau de bique | Racconto                            | ALELADS         |                         |
| Pubblicato per la prima volta nell'edizione americana de Le confidenze di Arsenio Lupin (The Confessions of Arsène Lupin) con il titolo A tragedy in the Forest of Morgues. Tradotto e pubblicato in Francia a maggio 1927 nel volume L'amour selon des romanciers français. | |                                     |                 |                         |
| 1913 | |                                     |                 |                         |
| Le confidenze di Arsenio Lupin | Les confidences d'Arsène Lupin | Raccolta                            | LADAL n. 4      |                         |
| Nove racconti: - Giochi di sole (Les jeux du soleil) - L'anello nuziale (L'anneau nuptial) - Il segno dell'ombra (Le signe de l'ombre) - La trappola infernale (Le piège infernal) - La sciarpa di seta rossa (L'écharpe de soie rouge) - La morte in agguato (La mort qui rôde) - Edith dal Collo di Cigno (Edith au Cou de Cygne) - La festuca di paglia (Le fétu de paille) - Il matrimonio di Arsène Lupin (Le mariage d'Arsène Lupin)                                                  | |                                     |                 |                         |
| 1916 | La scheggia d'obice | L'éclat d'obus                      | Romanzo         | LADAL n. 7              |
| 1918 | Il triangolo d'oro | Le triangle d'or                    | Romanzo         | LADAL n. 8              |
| 1919 | L'Isola delle Trenta Bare | L'Ile aux Trente Cercueils          | Romanzo         | LADAL n. 9              |
| 1921 | I denti della Tigre | Les dents du Tigre                  | Romanzo         | LADAL n. 10             |
| 1923 | |                                     |                 |                         |
| Gli otto rintocchi del pendolo | Les huit coups de l'horloge | Raccolta                            | LADAL n. 11     |                         |
| Otto racconti: - In cima alla torre (Au sommet de la tour) - La caraffa d'acqua (La carafe d'eau) - Thérèse e Germaine (Thérèse et Germaine) - Il film rivelatore (Le film révélateur) - Il caso di Jean-Louis (Le cas de Jean-Louis) - La signora con l'ascia (La dame à la hâche) - Passi sulla neve (Des pas sur la neige) - Al dio Mercurio (Au dieu Mercure) | |                                     |                 |                         |
| 1924 | La contessa di Cagliostro | La comtesse de Cagliostro           | Romanzo         | LADAL n. 2              |
| 1926 | Il soprabito di Arsenio Lupin | Le pardessus d'Arsène Lupin         | Racconto        | - LADAL n. 13 - ALELADS |
| 1927 | La signorina dagli occhi verdi | La demoiselle aux yeux verts        | Romanzo         | LADAL n. 14             |
| 1928 | |                                     |                 |                         |
| L'agenzia Barnett et Cie | L'agence Barnett et Cie | Raccolta                            | LADAL n. 13     |                         |
| Otto racconti: - Le gocce che cadono (Les goûttes qui tombent) - La lettera d'amore di re George (La lettre d'amour du roi George) - La partita di baccarà (La partie de baccara) - L'uomo dai denti d'oro (L'homme aux dents d'or) - Le dodici Africane di Béchoux (Les douze Africaines de Béchoux) - Il caso fa miracoli (Le hasard fait des miracles) - Guanti bianchi... gambali bianchi (Gants blancs... guêtres blanches) - Béchoux arresta Jim Barnett (Béchoux arrête Jim Barnett) | |                                     |                 |                         |
| 1929 | |                                     |                 |                         |
| Il ponte che crolla | Le pont qui s'effondre | Racconto                            | ALELADS         |                         |
| Pubblicato per la prima volta nell'edizione americana de L'agenzia Barnett et Cie con il titolo The Bridge that Broke. Tradotto e pubblicato in Francia ad ottobre 2005 nella rivista 813. | |                                     |                 |                         |
| 1929 | La dimora misteriosa | La demeure mystérieuse              | Romanzo         | LADAL n. 15             |
| 1930 | Lo smeraldo a cabochon o L'anello di smeraldo | Le cabochon d'émeraude              | Racconto        | - LADAL n. 15 - ALELADS |
| 1931 | La Barre-Y-Va | La Barre-Y-Va                       | Romanzo         | LADAL n. 16             |
| 1933 | La donna dai due sorrisi | La femme aux deux sourires          | Romanzo         | LADAL n. 17             |
| 1933 | Victor, de la Brigade Mondaine | Victor, de la Brigade Mondaine      | Romanzo         | LADAL n. 18             |
| 1935 | La contessa di Cagliostro si vendica | La Cagliostro se venge              | Romanzo         | LADAL n. 19             |
| 1941 | I miliardi di Arsenio Lupin | Les milliards d'Arsène Lupin        | Romanzo postumo | LADAL n. 20             |
| 2012 | |                                     |                 |                         |
| L'ultimo amore di Arsenio Lupin | Le dernier amour d'Arsène Lupin | Romanzo postumo                     | LADAL n. 21     |                         |
| Scritto intorno al 1936 ma pubblicato postumo | |                                     |                 |                         |

- LADAL: Le avventure di Arsène Lupin, 2015, Corriere della Sera
- ALELADS: Arsène Lupin e l'anello di smeraldo, 2021, Passigli Editori[4]

### Pièce teatrali
| Anno | Titolo italiano                  | Titolo originale                   | Scritta con                     | Pubblicazioni italiane |
| ---- | -------------------------------- | ---------------------------------- | ------------------------------- | ---------------------- |
| 1908 | Arsène Lupin                     | Arsène Lupin                       | Scritta con Francis De Croisset | -                      |
| 1911 | Un'avventura di Arsène Lupin     | Une aventure d'Arsène Lupin        | -                               | LADAL n. 21            |
| 1920 | Il ritorno di Arsène Lupin       | Le retour d'Arsène Lupin           | Scritta con Francis De Croisset | LADAL n. 4             |
| 1930 | Questa donna è mia               | Cette femme est à moi              | -                               | -                      |
| 1932 | Un quarto d'ora con Arsène Lupin | Un quart d'heure avec Arsène Lupin | -                               | -                      |

## Opere apocrife
- 1936: Peggy rencontre de nouveau Arsène Lupin, pièce radiofonica di Carlos Larronde
- 1940: L'Affaire Oliveira, racconto di Thomas Narcejac
- 1955: Le Secret des rois de France ou la véritable identité d'Arsène Lupin, romanzo di Valère Catogan (pseudonimo di Raymond Lindon)
- 1973: Le Secret d'Eunerville, romanzo di Boileau-Narcejac
- 1974: La Poudrière, romanzo di Boileau-Narcejac
- 1975: Le Second Visage d'Arsène Lupin, romanzo di Boileau-Narcejac
- 1977: La Justice d'Arsène Lupin, romanzo di Boileau-Narcejac
- 1979: Le Serment d'Arsène Lupin, romanzo di Boileau-Narcejac

## Altri media

### Cinema
- The Teeth of the Tiger, regia di Chester Withey (1919)
- Arsenio Lupin (Arsène Lupin), diretto da Jack Conway (1932)
- Le avventure di Arsenio Lupin (Les Aventures d'Arsène Lupin) diretto da Jacques Becker (1957)
- Il ritorno di Arsenio Lupin (Signé Arsène Lupin) diretto da Yves Robert (1959)
- Arsenio Lupin contro Arsenio Lupin (Arsène Lupin contre Arsène Lupin) diretto da Édouard Molinaro (1962)
- Arsenio Lupin diretto da Jean-Paul Salomé (2004)
- Snowblind diretto da Luca Luongo (2023) - cortometraggio
- Backfire diretto da Antonio Auriemma (2025) - cortometraggio

### Fumetti
- Arsène Lupin (1948-1949)
- Arsène Lupin (1956-1958)
- Arsène Lupin contre Herlock Sholmes: La Dame Blonde (1983)
- Arsène Lupin (1989-1994)

### Radio
- Peggy rencontre de nouveau Arsène Lupin, pièce radiofonica di un atto del 1936 non pubblicata, trasmessa da radio Radio Cité il 27 marzo 1936. Benché da alcuni attribuita a Leblanc[5] è probabilmente un apocrifo.[6]

### Televisione

#### Serie televisive
- Arsenio Lupin (1971-1974)
- Arsène Lupin joue et perd (1980)
- Il ritorno di Arsenio Lupin (Le Retour d'Arsène Lupin) (1989-1990)
- Les Nouveaux Exploits d'Arsène Lupin (1995-1996)
- Lupin (2021-TBA)

Altro
- Carosello, interpretato in uno spot da Giorgio Albertazzi.

#### Serie televisive d'animazione
- Les Exploits d'Arsène Lupin (traduzione: Le avventure di Arsenio Lupin) serie TV d'animazione di 26 episodi di 26' ciascuno del 1994 realizzata da Cinar/France-Animation.

### Videogiochi
- Sherlock Holmes e il re dei ladri, avventura grafica della Frogwares del 2007.

## Impatto culturale
- Il mangaka Monkey Punch si è liberamente ispirato alla figura del ladro gentiluomo di Leblanc per creare il personaggio di Arsenio Lupin III, nipote ed emulo moderno di Arsenio, divenuto celebre protagonista di manga, anime e lungometraggi animati. Nelle serie animate Arsenio Lupin I è quasi uguale alla versione di Leblanc, tranne per la faccia molto simile a quella di suo nipote Lupin III.
- Il personaggio del ladro gentiluomo Kaito Kid creato da Gōshō Aoyama, protagonista del manga omonimo e personaggio ricorrente di Detective Conan, viene spesso indicato come "l'Arsenio Lupin dell'era Heisei". Come Lupin, inoltre, anche Kid è un abile prestigiatore.
- Arsenico Lupon è un personaggio del fumetto Alan Ford, riferimento letterario ad Arsenio Lupin, esperto di travestimenti e anche avvelenatore.
- Nella visual novel del 2013 Eikoku Tantei Mysteria, oltre ad Arsenio Lupin compare anche un suo figlio fittizio, Jean.
- L'avventura di Arsenio Lupin Arsenio Lupin e il segreto della guglia ambientata a Etretat è citata in Il pendolo di Foucault di Umberto Eco.
- Nella serie televisiva giapponese Kaitou Sentai Lupinranger VS Keisatsu Sentai Patranger i protagonisti sono tre ragazzi che cercano di recuperare degli oggetti appartenuti ad Arsenio Lupin.
- Nell'anime e nel videogioco Code:Realize Arsène Lupin è uno dei tanti personaggi protagonisti che vive nella Londra Vittoriana steampunk.
- Nel videogioco Persona 5, Arsène appare sotto forma di Persona iniziale del protagonista.